# Симон ван дер Меер

Симон ван дер Меер е холандски физик, носител на Нобелова награда за физика за 1984 г.

## Биография
Роден е на 24 ноември 1925 г. в Хага, Холандия. Завършва Висшето техническо училище в Делфт, след което работи за „Филипс“. От 1956 г., до пенсионирането си през 1990, работи в CERN.
Меер работи върху ускорителите на елементарни частици. Той изобретява метода на стохастичното охлаждане, което позволява на екипа на Карло Рубия да открие W и Z бозоните в 500 MeV колайдер (ускорител на насрещни снопове) на CERN. През 1984 г. Симон ван дер Меер и Рубия получават Нобелова награда за физика.
Умира на 4 март 2011 г. в Женева, Швейцария, на 85-годишна възраст.